# Оральный миаз
Оральный миаз (Oral myiasis) — редкий тип миазов, при котором личинки двукрылых паразитируют в ротовой полости человека.
Оральный миаз является редкой патологией в организме человека, и встречается главным образом при плохой гигиене полости рта, алкоголизме, старости, гнойных поражениях, слюнотечении, сосании пальца, тяжёлых болезнях. Чаще страдают жители сельской местности, особенно в тропиках и странах третьего мира. Наиболее тяжело болезнь протекает у детей. Болезнь может привести к смерти.
Оральный миаз чаще всего сочетается с другими болезнями, в том числе другими миазами: например, у мальчика с церебральным параличом не только был обнаружен оральный миаз (в полостях рта было обнаружено около сотни личинок), но и отомиаз. Известны случаи, когда в полости рта человека паразитировали более 600 личинок.
Миазы полости рта встречается редко и в основном вызваны личинками Calliphoridae и Sarcophagedae. При паразитировании последних, наблюдается зуд, опухание дёсен, заложенность носа, кашель.
Муха Cochliomya hominivorax откладывает от 20 до 400 яиц на открытые раны. Отрождение личинок происходит в 24 ч. Личинки прожорливы и уничтожают интегральные ткани, могут привести к серьёзным кровотечением и стать опасными для жизни. Известен периодонтальный миаз, вызванный личинками Cochliomyia hominivorax, при лечении 40 личинок были удалены (см. Cochliomyiasis).
Оральный миаз также вызывают личинки овода Oestrus ovis (см. Эстроз). Возникло кровотечение дёсен, дискомфорт при жевании, воспаление тканей, лихорадка и недомогание.
Wohlfahrtia magnifiea также редко паразитируют в полости рта (см. Вольфартиоз).
Также встречается среди возбудителей орального миаза и Hypoderma bovis (см. Гиподерматоз).
Chrysomya bezziana также вызывает оральный миаз, при котором наблюдается язвенное поражение тканей, свищ на губной десне (см. Chrysomyiasis). 
Личинки могут паразитировать и в губе, вызывая её отёк, боль, лихорадку и недомогание.
Лечение заключается в механическом удалении личинок, применением ивермектина, полусинтетических антибиотиков.
См. также Энтомозы.